# باغ‌وحش لندن
باغ‌وحش لندن (به انگلیسی: London Zoo) قدیمی‌ترین باغ‌وحش علمی در دنیا است. این باغ‌وحش در ۲۷ آوریل ۱۸۲۸ در لندن بازگشایی شد و در ابتدا قرار بود تا به عنوان کلکسیون برای مطالعات علمی استفاده شود. در نهایت در سال ۱۸۴۷ درهای آن به روی عموم باز شد. امروزه این باغ وحش میزبان ۸۰۶ گونه جانور است که تعداد آن‌ها به ۱۹٬۱۷۸ می‌رسد. این باغ وحش را به یکی از بزرگ‌ترین کلکسیون‌ها در بریتانیا تبدیل کرده است.

## نگارخانه

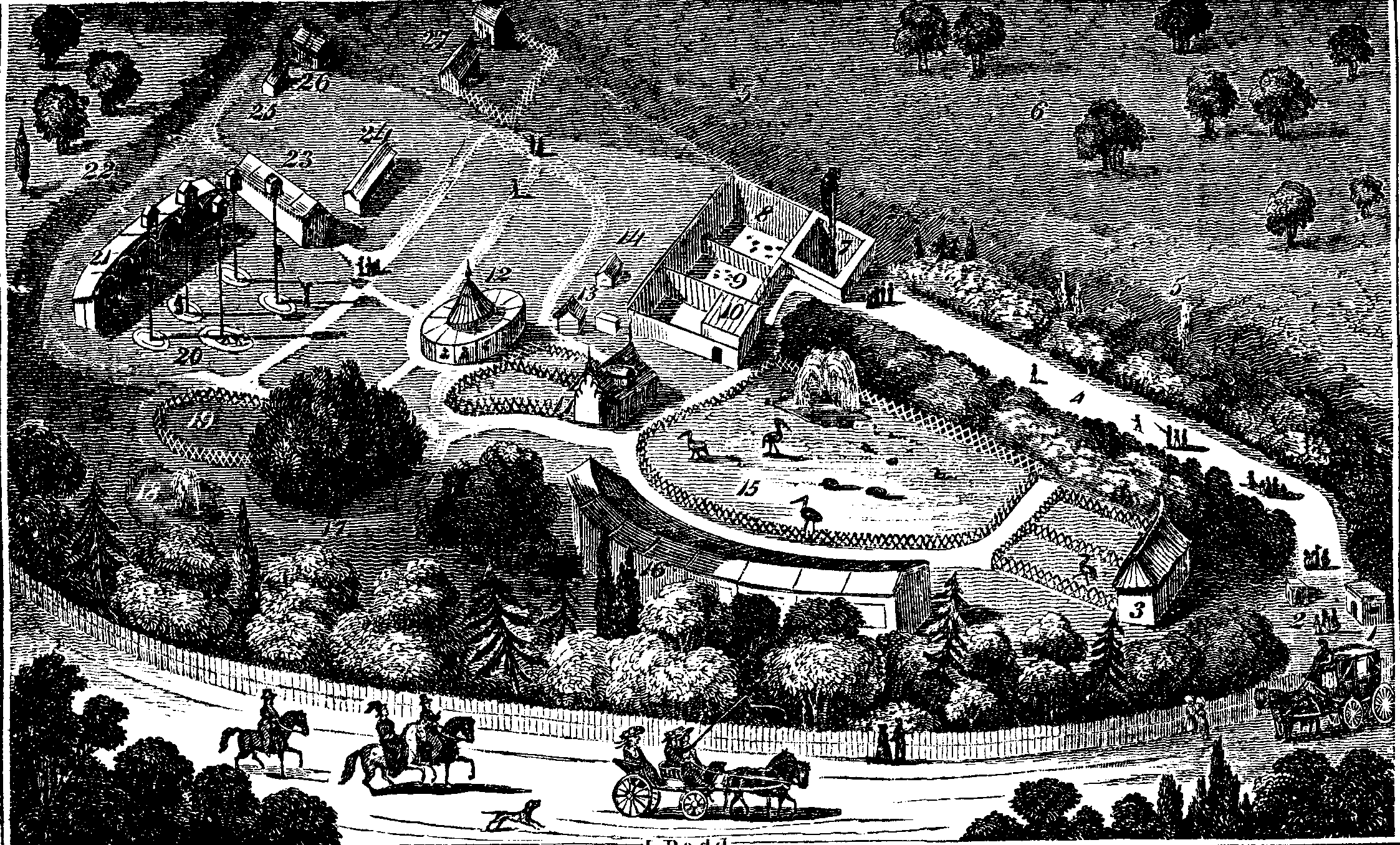
۱۸۲۸
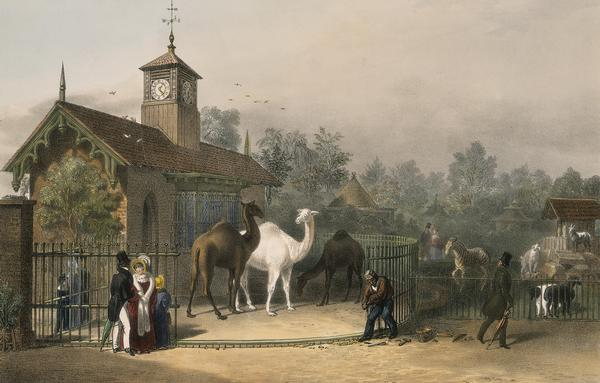
۱۸۳۵
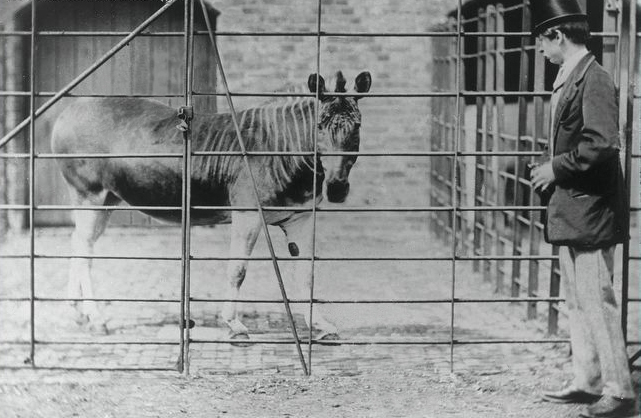
۱۸۶۴
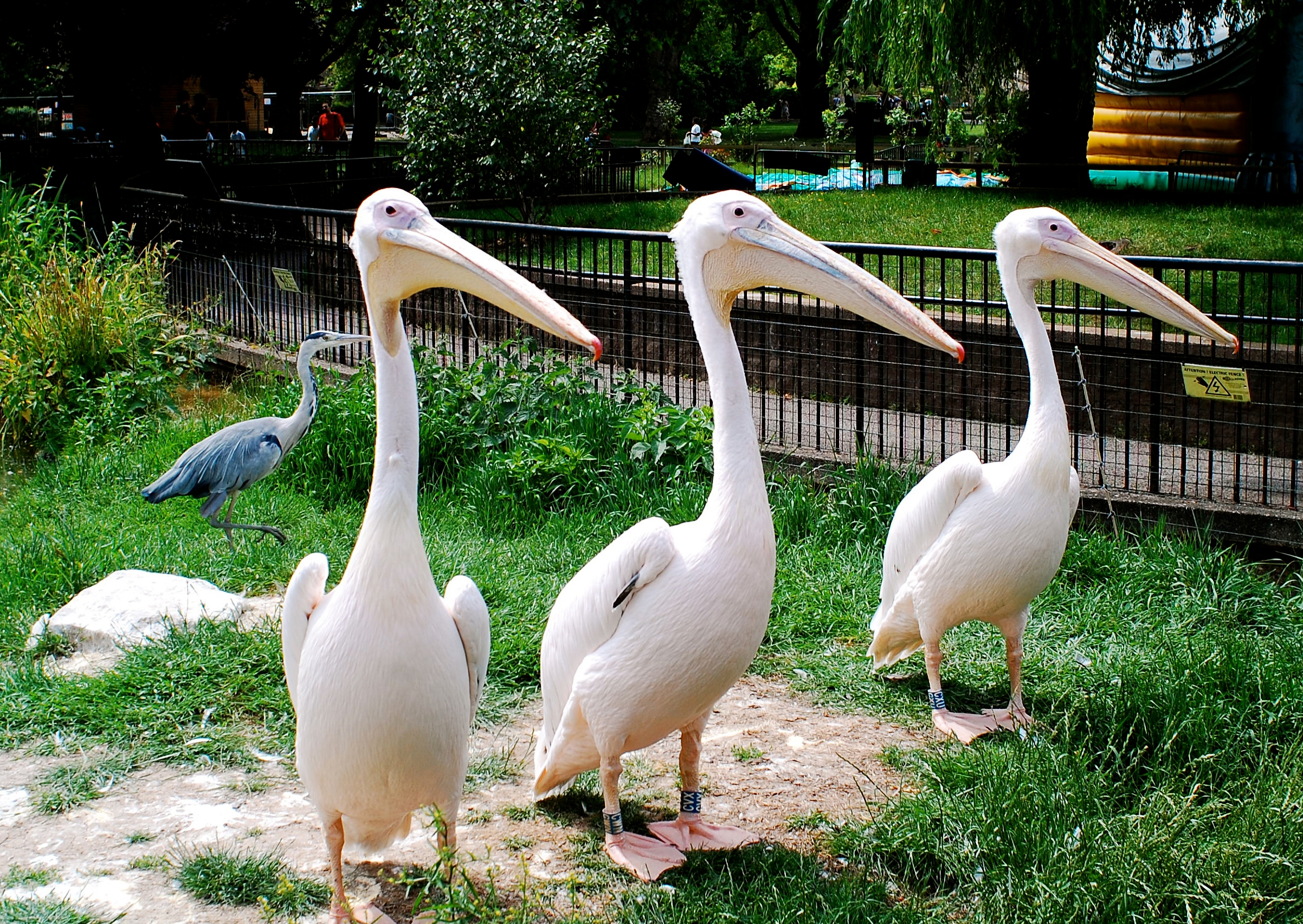
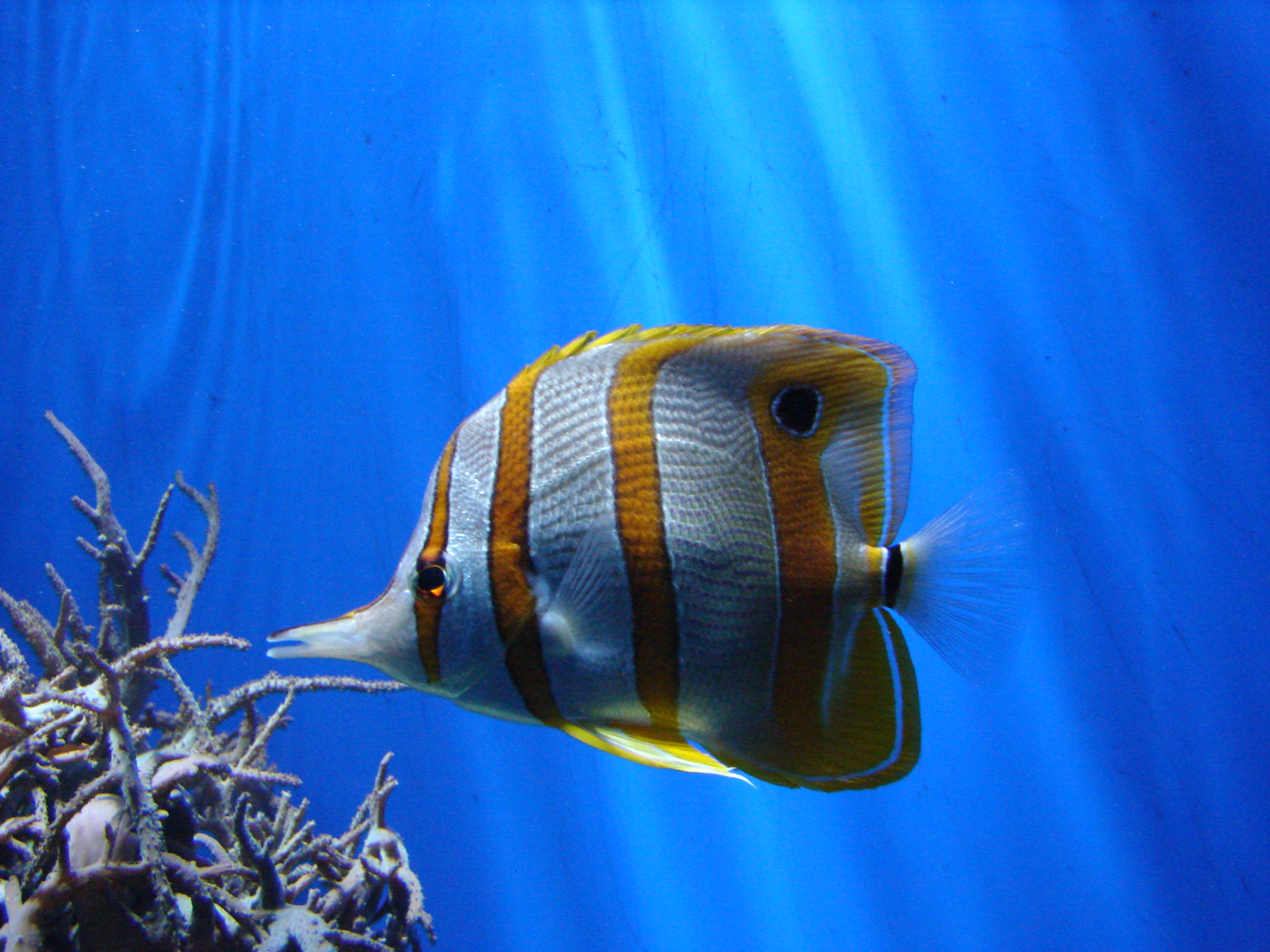
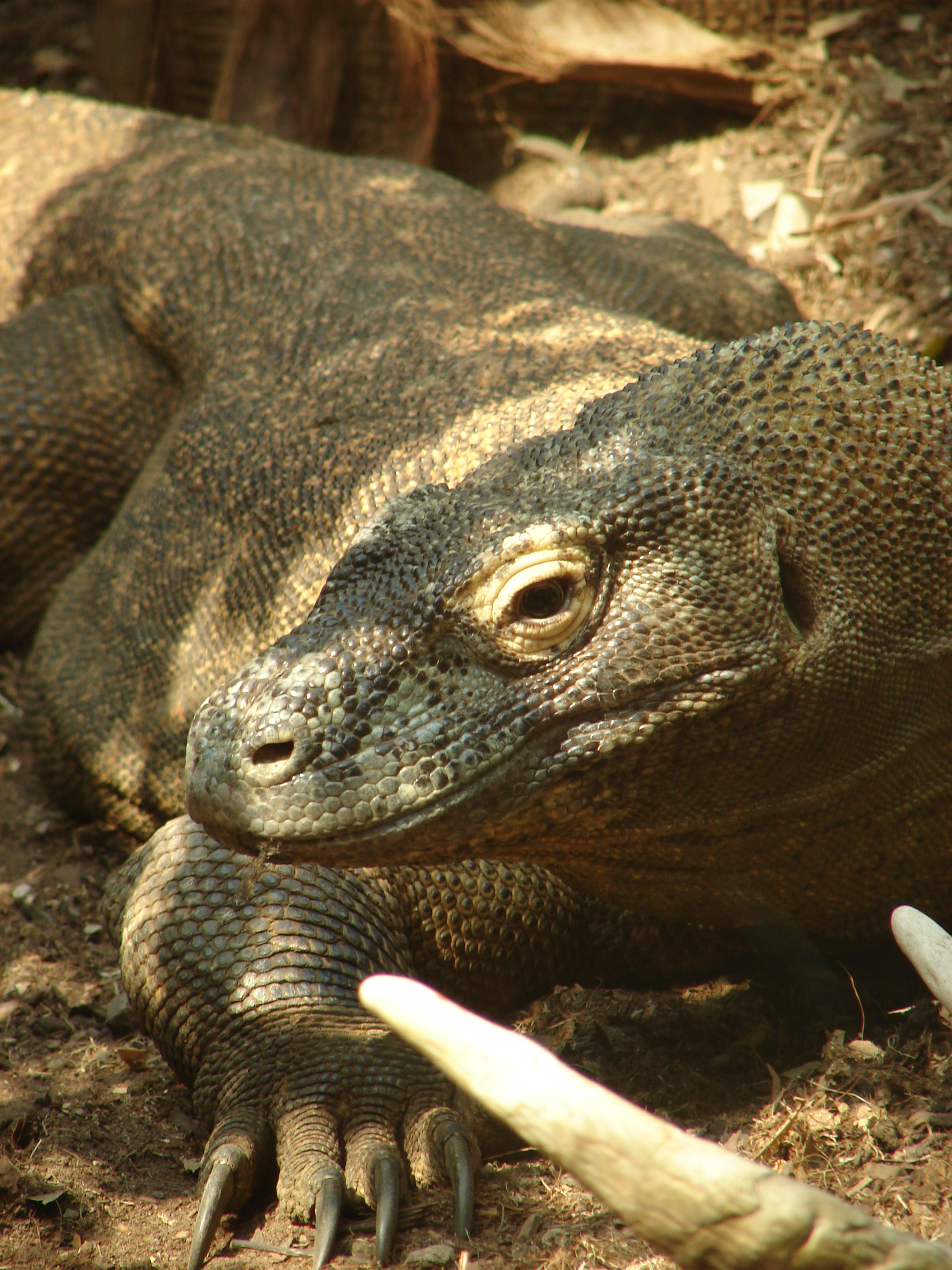
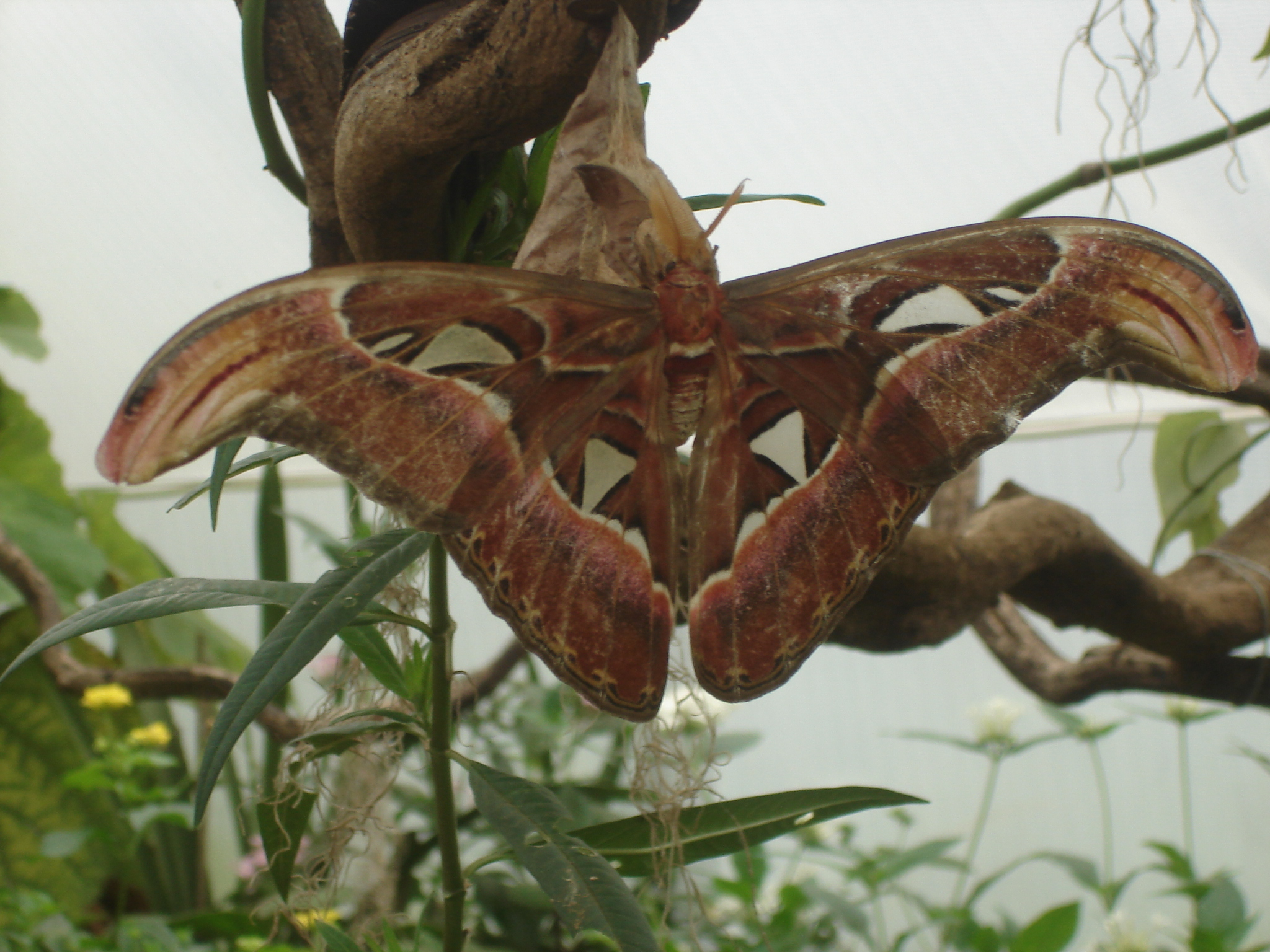